# 後背副獅子魚
後背副獅子魚，為輻鰭魚綱鮋形目杜父魚亞目獅子魚科的其中一種，分布於大澳大利亞灣海域，棲息深度1175-1205公尺，體長可達14.5公分，為深海底棲性魚類，屬肉食性，生活習性不明。

## 擴展閱讀
維基物種上的相關：後背副獅子魚